# Altkalen
Altkalen – gmina w Niemczech, w kraju związkowym Meklemburgia-Pomorze Przednie, w powiecie Rostock, wchodzi w skład Związku Gmin Gnoien.

## Toponimia
Nazwa pochodzenia słowiańskiego, od prasłowiańskiego *kal „bagna, moczary”. Forma polska: Stare Kalno lub Kaleń.